# Chris van Uffelen
Chris van Uffelen (Offenbach am Main, 19 de dezembro de 1966) é um historiador holandês nascido na Alemanha.
Pesquisa nas áreas da arte, arquitetura e design.

## Publicações
- Berlin: Architecture and Design, teNeues Verlag, 2003, ISBN 978-3-82384-548-5[1]
- Paris - The Architecture Guide (con Markus Golser), Braun Publishing, 2008, ISBN 978-3-03768-002-5
- Cinema Architecture, Braun Publishing, 2009, ISBN 978-3-03768-027-8
- Masterpieces: Bridge Architecture + Design, Braun Publishing, 2009, ISBN 978-3-03768-025-4
- Street Furniture, Aurora Production AG, 2010, ISBN 978-3-03768-043-8[1]
- Museus. Arquitectura (Tradução ao português de Maria do Carmo Ramos Pimentel) h.f.ullmann publishing, Potsdam, 2010, ISBN 978-3-8331-6058-5[2]
- Re-Use Architecture[ligação inativa], Braun Publishing, 2009, ISBN 978-3-03768-064-3
- Light in Architecture - Architecture in Focus, Braun Publishing, 2011
- Airport Architecture - Architecture in Focus, Braun Publishing, 2012